# Корапут (округ)
Корапут (ория େକାରାପୁଟ; англ. Koraput) — округ в индийском штате Орисса. Административный центр — город Корапут. Площадь округа — 8379 км².

## История
В 1980 году в городе Сунабеда при участии специалистов из СССР началось строительство завода точного машиностроения.
В 1992 году из части территории округа Корапут были образованы три новых округа: Малкангири, Раягада и Набарангпур.

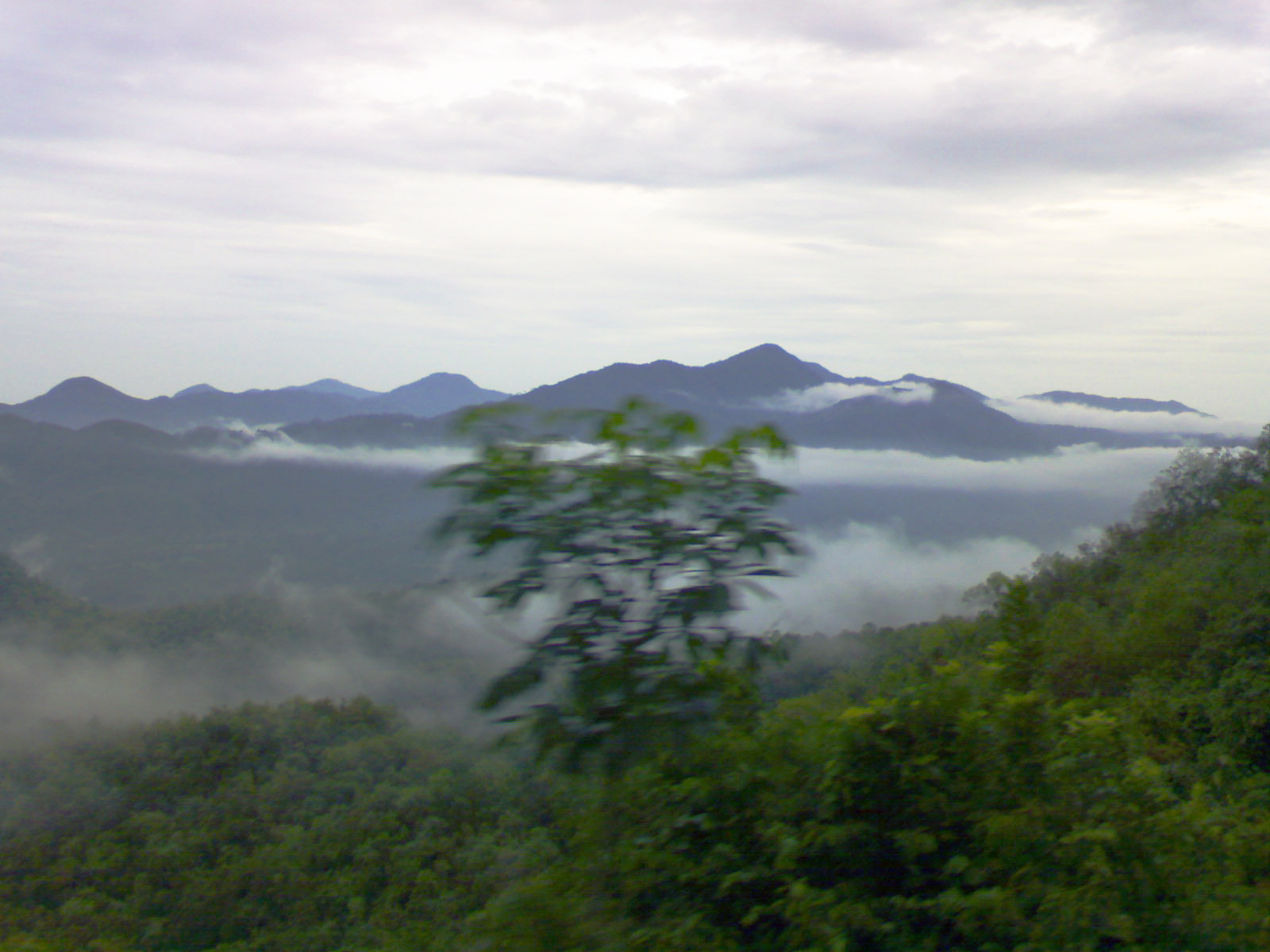
Деомали

## География
Округ находится в горном регионе Чандрагири. Здесь расположена высочайшая гора штата Орисса — Деомали; по территории округа протекают такие реки, как Мачхакунда, Вамсадхара и Колаб.

## Население
По данным всеиндийской переписи 2001 года население округа составляло 1 180 637 человек. Уровень грамотности взрослого населения составлял 35,7 %, что значительно ниже среднеиндийского уровня (59,5 %). Доля городского населения составляла 16,8 %.
По данным переписи 2011 года население округа составляло 1 379 647 чел, уровень грамотности населения — 36,20 %.

## Промышленность и сельское хозяйство
Большинство населения округа занято в сельском хозяйстве. Площадь сельскохозяйственных угодий — 301 тыс. гектаров.
В Сунабеде расположен завод компании Hindustan Aeronautics Limited, на котором производятся двигатели для самолётов Су-30MKI и МиГ, а в Даманджоди находится крупный промышленный комплекс National Aluminium Company.

## Транспорт
Через Корапут пролегает железная дорога и национальные шоссе NH 43 (Джагдалпур-Визианагарам) и NH 326 (Малкангири-Раягада).

## Достопримечательности

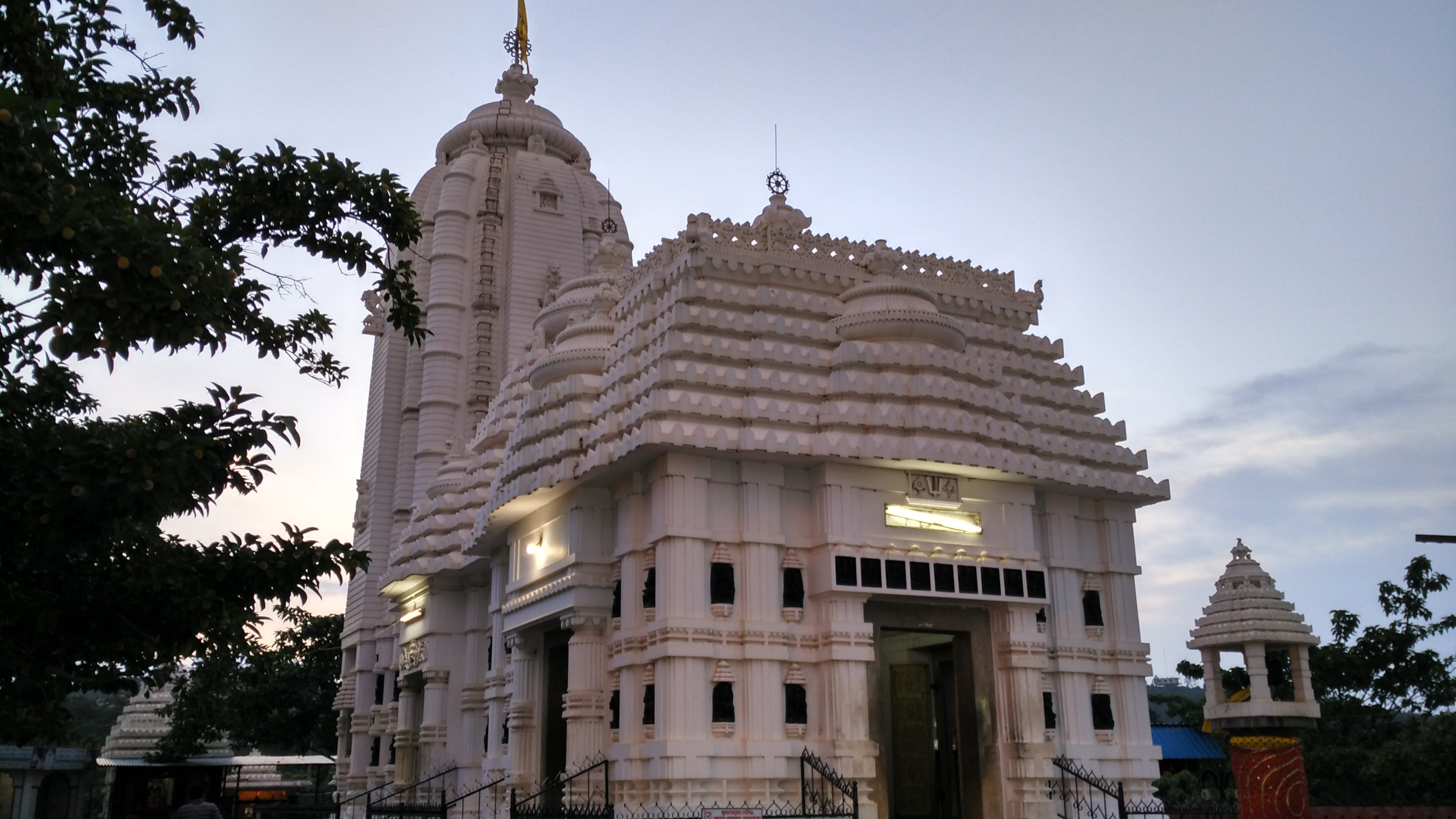
Храм Джаганнатха в Корапуте

В Корапуте находится известный храм божества Джаганнатха, который также известен как Сабара-кшетра.